# Pfreimd

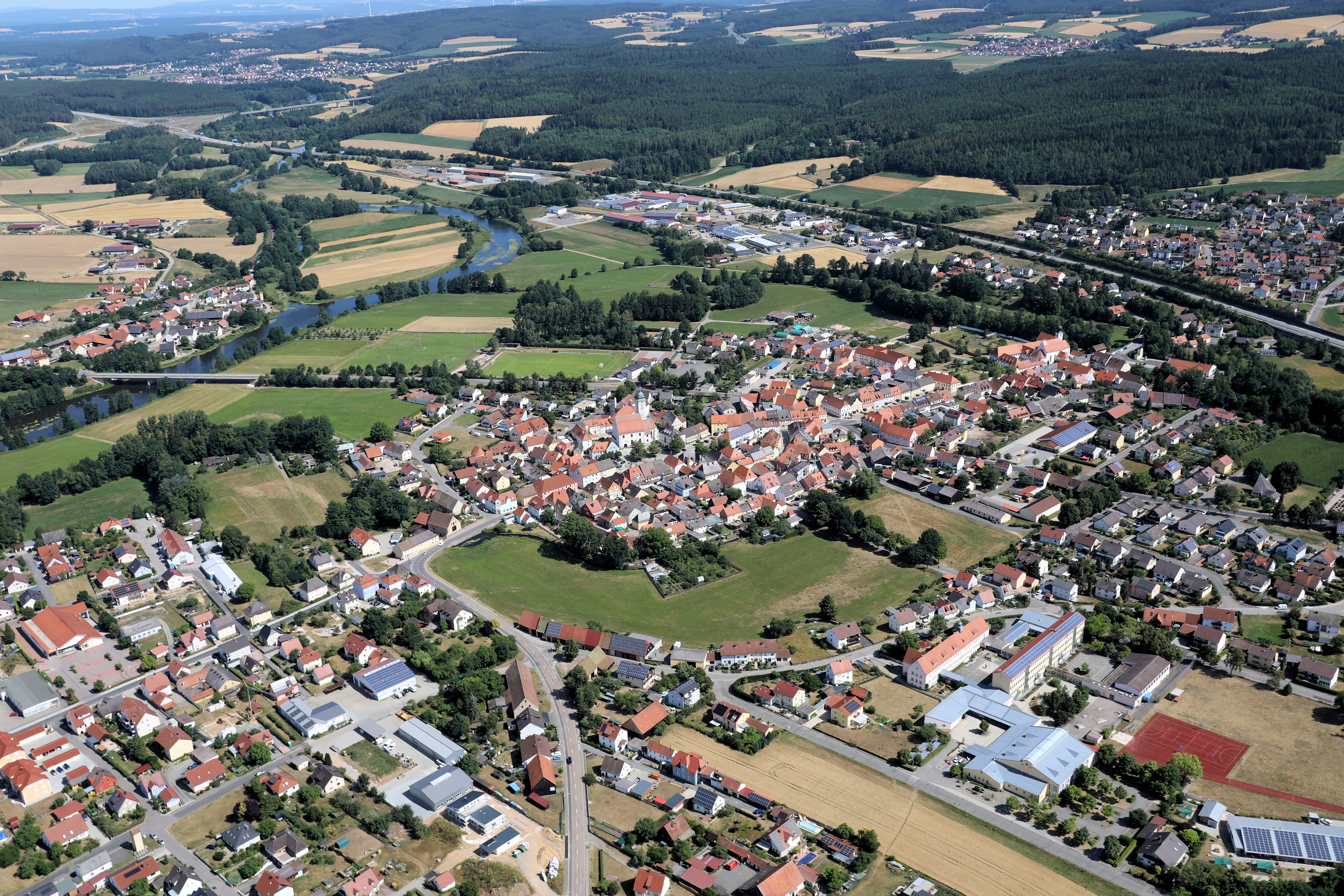
Stadt Pfreimd (2022)

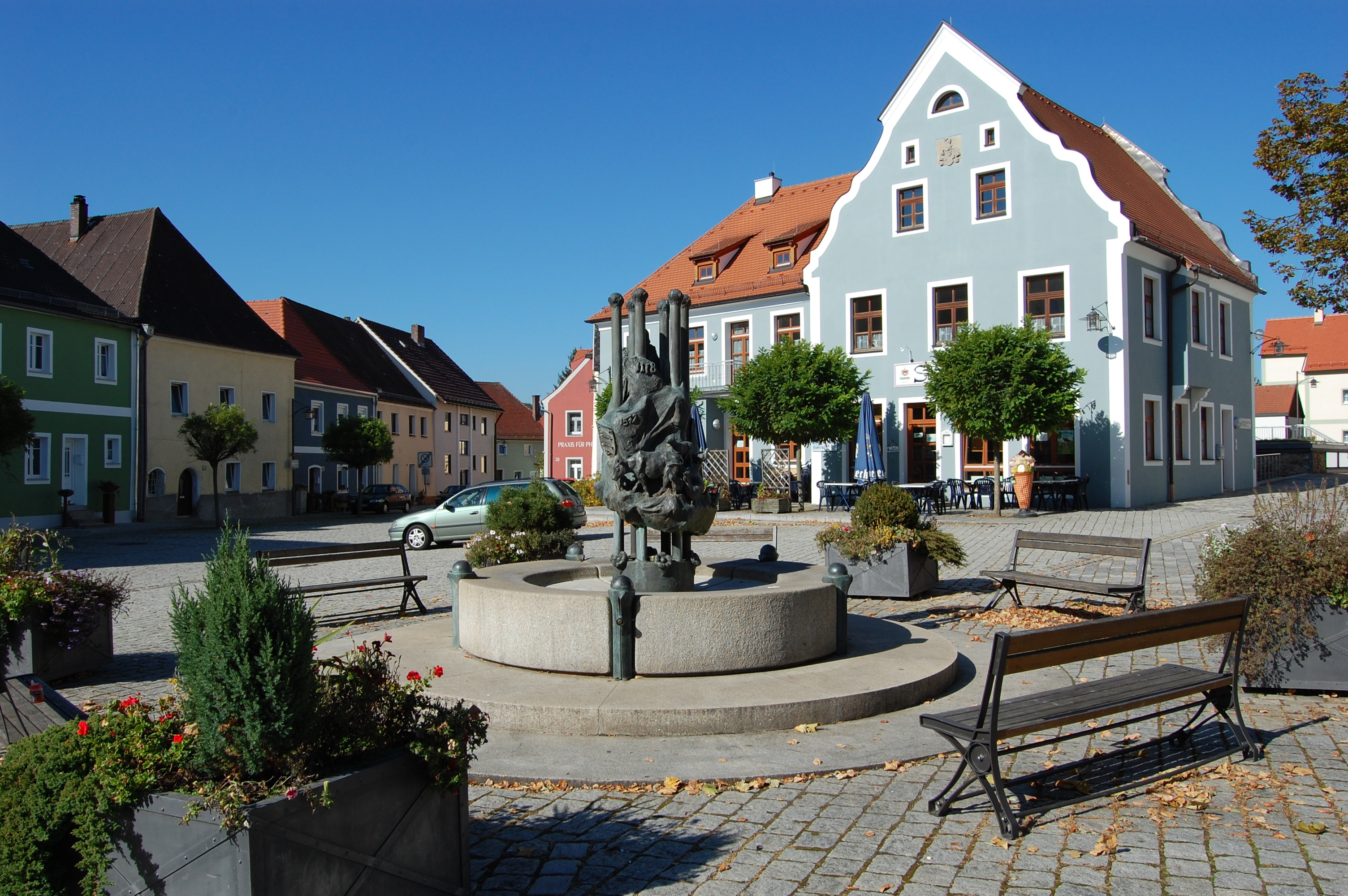
Marktplatz (2010)

Pfreimd ist eine Stadt im Oberpfälzer Landkreis Schwandorf und der Sitz der Verwaltungsgemeinschaft Pfreimd.

## Geographie
Die Stadt befindet sich an der Mündung des Flusses Pfreimd in die Naab und gehört zum Naturpark Oberpfälzer Wald.

### Nachbargemeinden
Die Nachbargemeinden (im Uhrzeigersinn) sind: Wernberg-Köblitz, Trausnitz, Gleiritsch, Guteneck, Nabburg und Schmidgaden.
| Wernberg-Köblitz 7 km | Wernberg-Köblitz 7 km                       | Trausnitz 10 km  |
| Schmidgaden 13 km     | Kompassrose, die auf Nachbargemeinden zeigt | Gleiritsch 12 km |
| Nabburg 5 km          | Nabburg 5 km                                | Guteneck 13 km   |

### Gemeindegliederung
Die Stadtgemeinde hat 29 Gemeindeteile (in Klammern ist der Siedlungstyp angegeben):
- Aspachmühle (Einöde)
- Bornmühle (Einöde)
- Bornmühlschleife (Einöde)
- Döllnitz (Weiler)
- Döllnitzmühle (Einöde)
- Egerhof (Einöde)
- Eixlberg (Wallfahrtskirche)
- Fuchsendorf (Weiler)
- Gnötzendorf (Weiler)
- Herdegen (Einöde)
- Hochschlag (Einöde)
- Hohentreswitz (Kirchdorf)
- Iffelsdorf (Dorf)
- Kulmhof (Einöde)
- Kurmhof (Einöde)
- Löffelsberg (Weiler)
- Nessating (Weiler)
- Oberpfreimd (Weiler)
- Oberweihern (Siedlung)
- Pamsendorf (Dorf)
- Pfreimd (Hauptort)
- Rappenberg (Weiler)
- Schloßhof (Einöde)
- Stein (Dorf)
- Stelzlmühle (Einöde)
- Untersteinbach (Dorf)
- Weiherhäusl (Weiler)
- Weihern (Pfarrdorf)
- Ziegelhütte (Weiler)

## Geschichte

### Name der Stadt
Der Name Pfreimd leitet sich von den sorbischen Wörtern „pri“, was bei oder an bedeutet und „mut“, getrübte Flüssigkeit, ab. Daraus ergibt sich die Erklärung: Fluss mit trübem Wasser. Der Fluss Pfreimd, welcher der Naab zufließt, gab der Stadt Pfreimd ihren Namen. Alternativ lässt sich das germanische Hydronym *Frīma rekonstruieren, woher sich das im 11. Jahrhundert belegte Toponym *Frīmida ableitet. Diese Grundform des Fluss- und Ortsnamens wurde in das Slawische als *Primьda übernommen, das Etymon des tschechischen Přimda.

### Burg und Stadt Pfreimd
Seit dem Jahre 1118 ist Pfreimd erstmals urkundlich nachweisbar, die Burg Pfreimd als zentraler Verwaltungsplatz gesichert. Der Ursprung von Pfreimd lag in einer bäuerlichen Ansiedlung bei der Wasserburg Pfreimd, wie aus einer Urkunde von 1311 hervorgeht (Pfreimd .. ipso fluuio Pfreimd circumdante castrum).
In der zweiten Hälfte des 14. Jahrhunderts entstand die Stadt Pfreimd, die seit dem 3. Januar 1372 die Privilegienrechte einer Stadt führt. In einem Urbar des niederbayerischen Viztumamtes Straubing um 1300 umfasste Pfreimd zwei Höfe, zwei Fischereien, eine Mühle, ein Lehen, vier Mansen, also Grundstücke und eine Fläche, auf der das Recht zum Siedeln bestand (area). Von den niederbayerischen Herzögen wechselte der Besitz Pfreimd 1332 durch Kauf an die Landgrafen von Leuchtenberg, die später ihre Residenz nach Pfreimd verlegten.
In Pfreimd befand sich auch ein Eisenhammer, der 1387 als Mitglied der Oberpfälzer Hammereinigung genannt wird („Erhart Rütz mit dem hamer zu Pfreymd“). Reste des Hammergutes sind unter der Aktennummer D-3-76-153-16 als denkmalgeschütztes Baudenkmal von Pfreimd verzeichnet. Der Hammer wurde vom Wasser der Pfreimd angetrieben.

### Kirchengeschichte
Im Jahre 1216 erfolgte die Abtrennung von der Mutterpfarrei Perschen und das Dorf Pfreimd wurde zur eigenen Pfarrei. Die Herren von Rotteneck waren die Stifter des Gotteshauses in Pfreimd. Das Patronatsrecht über die Kirche stand den niederbayerischen Herzögen und ab 1332 den Landgrafen von Leuchtenberg zu, nachdem sie Pfreimd erworben hatten.

### Eingemeindungen
Im Zuge der Gebietsreform in Bayern wurden am 1. Januar 1972 die Gemeinden Iffelsdorf, Stein und Weihern eingegliedert. Gebietsteile der aufgelösten Gemeinde Saltendorf kamen am 1. Januar 1978 und der aufgelösten Gemeinde Hohentreswitz, die am 1. Januar 1971 Pamsendorf aufgenommen hatte, am 1. Mai 1978 hinzu.

### Judentum
Vom 14. bis zum 17. Jahrhundert gab es eine jüdische Gemeinde in Pfreimd. 1566 waren es acht jüdische Familien. Nach Ausbruch des Dreißigjährigen Krieges wurden die Juden aus Pfreimd vertrieben, so dass es ab 1630 keine Juden mehr in Pfreimd gab. Im 19. und 20. Jahrhundert waren vereinzelt Juden in Pfreimd tätig. So besaß die jüdische Familie Arnstein das Spiegelglas- und Schleifwerk, das sie in der ehemaligen Stadtmühle errichtet hatte. Auf den Pfreimder Viehmärkten war der bedeutende jüdische Viehhändler Leopold Engelmann aktiv. Diese Juden wurden in den Jahren 1934 bis 1939 von den Nationalsozialisten vertrieben. Sie wurden gezwungen, ihr Eigentum an Arier oder an den Staat zu übergeben.

### Einwohnerentwicklung
Zwischen 1988 und 2018 wuchs die Stadt von 5128 auf 5349 um 221 Einwohner bzw. um 4,3 %.
Einwohnerentwicklung in der Gemeinde Pfreimd unter Berücksichtigung der Eingemeindungen:
| Jahr      | 1840 | 1871 | 1900 | 1925 | 1939 | 1950 | 1961 | 1970 | 1987 | 1991 | 1995 | 2005 | 2010 | 2015 | 2022 |
| Einwohner | 2998 | 3121 | 3042 | 2941 | 3228 | 4082 | 3689 | 4216 | 5126 | 5278 | 5455 | 5618 | 5447 | 5412 | 5286 |

## Politik

### Gemeinderat
Der Stadtrat hat 20 Mitglieder. Die Kommunalwahl am 15. März 2020 führte zu folgendem Ergebnis:
| \| Liste \| Stimmenanteil \| Sitze \| G/V \| \| CSU \| 31,1 % \| 6 \| ± 0 \| \| SPD \| 17,8 % \| 4 \| ± 0 \| \| ÖDP \| 15,4 % \| 3 \| - 1 \| \| FWG \| 35,7 % \| 7 \| + 1 \| |               |       |     |
| Liste | Stimmenanteil | Sitze | G/V |
| CSU | 31,1 %        | 6     | ± 0 |
| SPD | 17,8 %        | 4     | ± 0 |
| ÖDP | 15,4 %        | 3     | - 1 |
| FWG | 35,7 %        | 7     | + 1 |

G/V = Veränderungen gegenüber der vorigen Wahl 2014

### Bürgermeister
Bei der Bürgermeisterwahl am 2. März 2008 belegte Arnold Kimmerl (ÖDP) mit 41,5 % den ersten Platz. Alfred Hammer (CSU) kam auf 35,1 %, Martha Schönberger (FWG) erzielte 23,4 %. Somit kam es zur Stichwahl zwischen Arnold Kimmerl und Alfred Hammer, die Kimmerl mit 64,6 % für sich entscheiden konnte.
Bei der Kommunalwahl 2014 bedurfte es wiederum einer Stichwahl zwischen Richard Tischler (FWG), der schon im ersten Wahlgang die meisten Stimmen erhalten hatte, und Hubert Betz (ödp). Tischler konnte mit 63,6 % der gültigen Stimmen die Wahl für sich entscheiden. Dieser wurde 2020 mit 86,1 % der Stimmen erneut zum Ersten Bürgermeister gewählt.

### Wappen
| Wappen von Pfreimd | Blasonierung: „In Blau übereinander drei von Rot, Grün und Gold gestreifte Regenbogen, zwischen denen zwei silberne Äschen schwimmen; in den Oberecken zwei fünfstrahlige goldene Sterne, im Schildfuß ein solcher.“ |
| Wappen von Pfreimd | Siegelabdrucke sind seit 1423 überliefert. Bis Ende des 16. Jahrhunderts fehlen die Fische im Schild, die Mehrfarbigkeit der Regenbogen wurde durch Striche angedeutet. Ein Fisch im Schildfuß erscheint erstmals in einer Abbildung von 1555; seit 1580 führt Pfreimd das heutige Wappen mit den zwei als Äschen bezeichneten Fischen. Die Damaszierung statt der Streifen in den Regenbogen ist erst seit der Bürgermeistermedaille von 1819 üblich. Die Sterne waren früher sechsstrahlig. |

### Städtepartnerschaften
Die frühere gemeinsame Zugehörigkeit zur Landgrafschaft Leuchtenberg führte zu einer Städtepartnerschaft mit Grünsfeld im Main-Tauber-Kreis.
Seit dem 15. November 2013 auch mit der Stadt Přimda (deutsch: Pfraumberg) in Tschechien.

## Kultur und Sehenswürdigkeiten

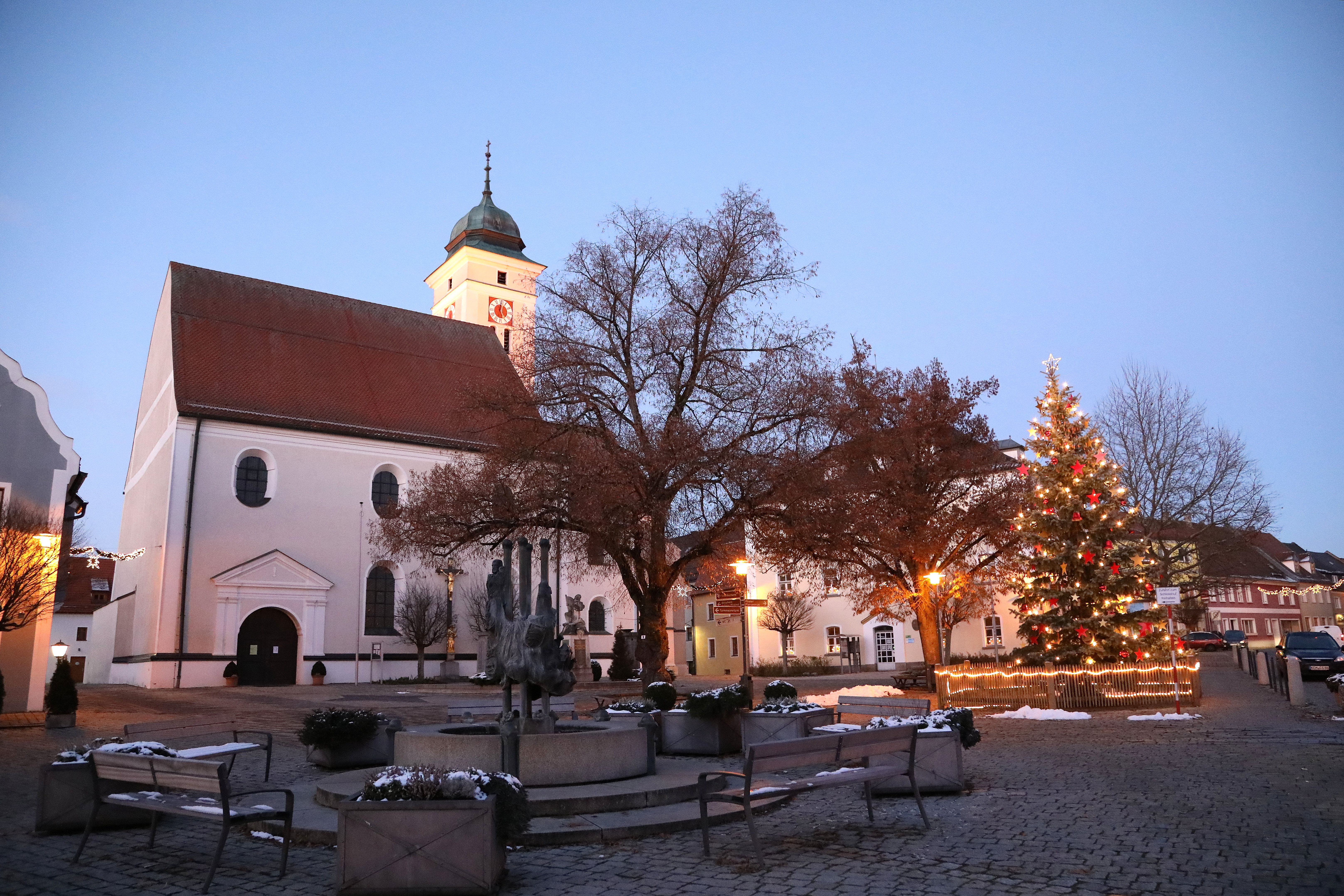
Katholische Pfarrkirche Mariä Himmelfahrt

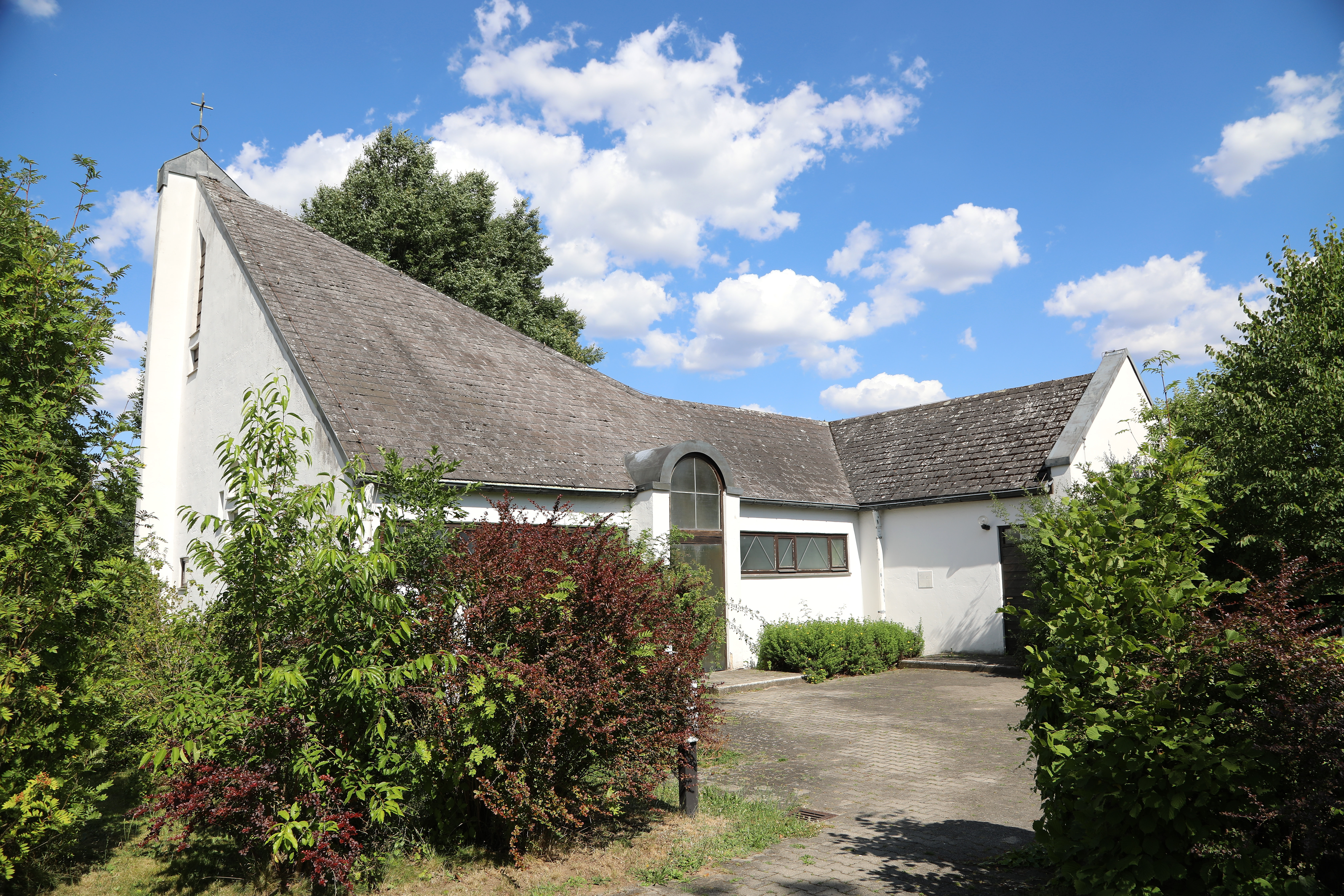
Evangelische Pauluskirche

- Die römisch-katholische Pfarrkirche Mariä Himmelfahrt entstand durch weitgehenden Umbau einer spätgotischen Kirche in den Jahren 1670–1685. Der reichgeschmückte Innenraum gehört zu den wertvollsten Raumkunstwerken des Barock in der Oberpfalz. In der Kirche befand sich die Grablege der Landgrafen von Leuchtenberg.
- Eixlbergkirche St. Barbara
- Franziskanerkloster Pfreimd
- Pfreimder Schatz, Marktplatz 5
- Schlossmauerreste
- Judenturm in der Judengasse
- Evangelische Pauluskirche
- Widerstandseiche: Als am 30. Mai 1989 der Baustopp der Wiederaufarbeitungsanlage Wackersdorf bekannt gegeben wurde, pflanzte man vor der evangelischen Pauluskirche eine „Widerstands-Eiche“ als Symbol für eine „unverstrahlte“ Zukunft. 2009 wurde dort eine Gedenktafel enthüllt und die Eiche gesegnet.[23]

### Sport
- Schießsport: Landesleistungszentrum des Oberpfälzer Schützenbundes

### Bauwerke
- Windpark Pamsendorf, Stadt Pfreimd

## Wirtschaft und Infrastruktur

### Verkehr
Pfreimd liegt an der Bundesautobahn 93 (Anschlussstelle Pfreimd) nahe dem Autobahnkreuz Oberpfälzer Wald (A 93 und A 6). Der rechts der Naab gelegene Bahnhof wird regelmäßig von Zügen auf der Bahnstrecke Regensburg–Weiden bedient.

### Ansässige Unternehmen
- Ebert+Jacobi Finze GmbH & Co. KG, pharmazeutischer Großhandel
- Gerresheimer Regensburg GmbH

### Garnison
Pfreimd ist seit 1971 Bundeswehrstandort. In der Oberpfalz-Kaserne sind das Panzerbataillon 104 und die 5. Kompanie des Versorgungsbataillons 4 stationiert, die der Panzerbrigade 12 unterstehen.

## Persönlichkeiten
- Wilhelm Federl, Jesuit (* etwa 1580 in Pfreimd, † 1638 in Pressburg), Hofprediger von Leopold V. (Österreich-Tirol).
- Lambert Kraus (Taufname: Philipp Josef Anton, * 17. September 1728 in Pfreimd; † 27. November 1790 in Metten), Abt in der bayerischen Benediktinerabtei Metten und Komponist
- Georg Dorner (* 1752 in Gebenbach; † 6. März 1794 in Pfreimd), Ratsherr in Pfreimd, ab 1779 Inhaber des ehemaligen Gasthofes „Zum Schwan“; ⚭ 27. Juli 1779 in Pfarrkirche v. Pfreimd Barbara Stich, Tochter des Pfreimder Ratsherrn Josef Stich.
- Joseph Martin Kleber (1753 in Pfreimd; † 21. April 1816 in München), Jurist in der bayerischen Regierung
- Ignaz Valentin Dorner (* 1784 in Pfreimd; † 1859 in Mosonmagyaróvár/Ung.), Großkaufmann, Handelsherr
- Franz Ignaz Pruner (* 8. März 1808 in Pfreimd; † 29. September 1882 in Pisa), Mediziner, Augenarzt, Anthropologe
- Petrus Karl Mangold (Taufname: Karl, * 31. Januar 1889 in Scheinfeld; † 18. Juli 1942 im KZ Dachau), römisch-katholischer Priester, Franziskaner und Guardian des Klosters Pfreimd

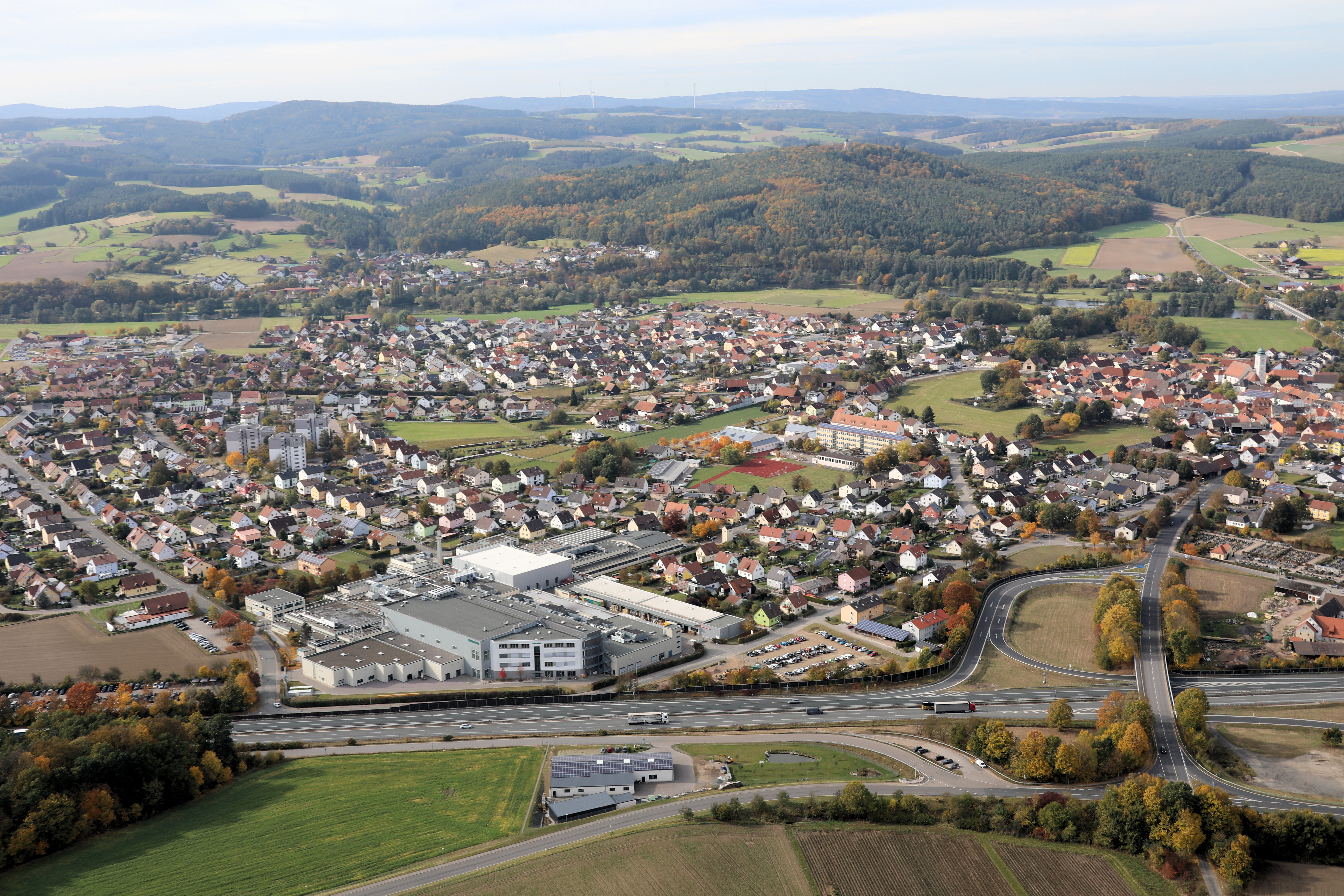
Gerresheimer in Pfreimd (2021)
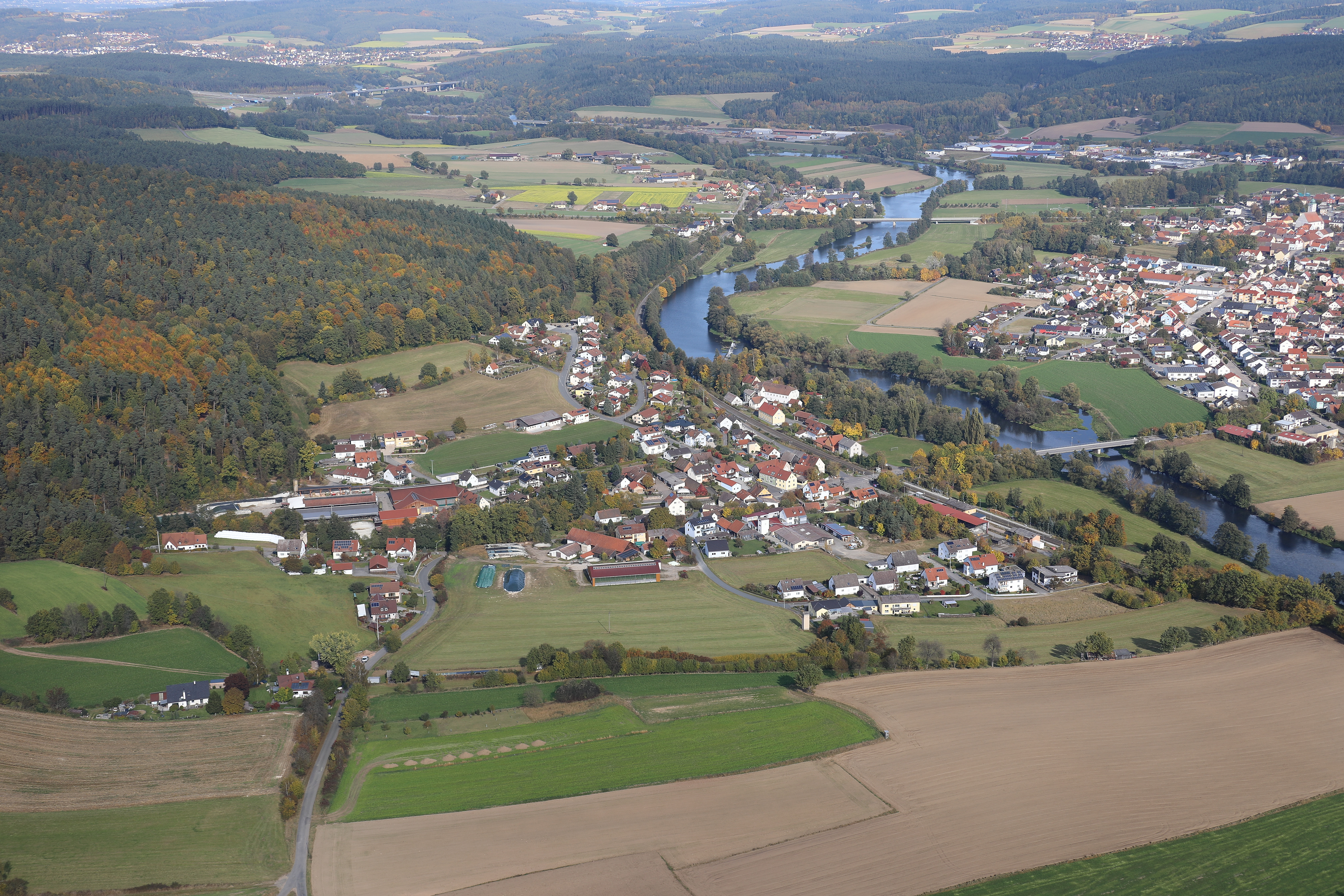
Untersteinbach (2021)
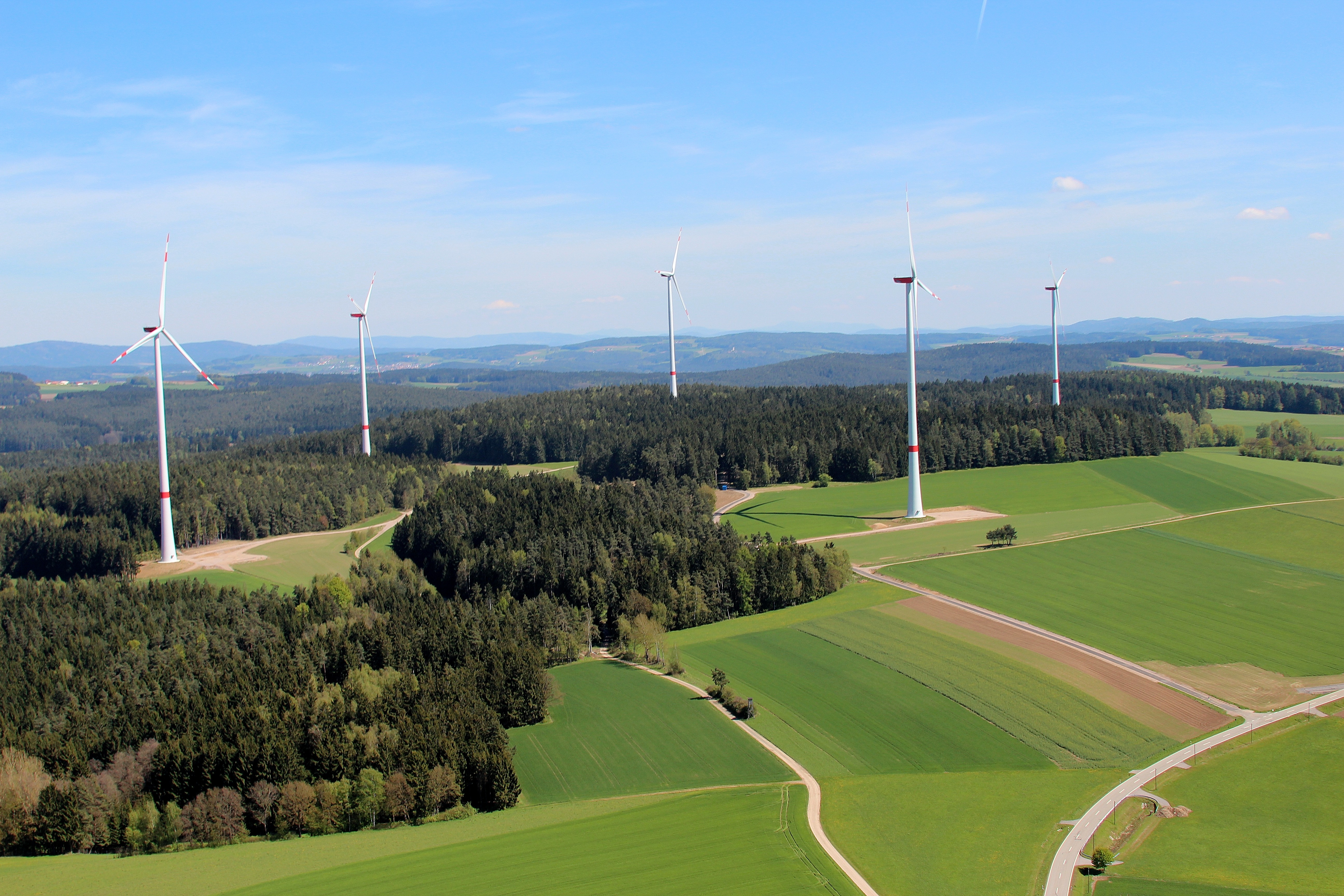
Windpark Pamsendorf, Stadt Pfreimd (2017)
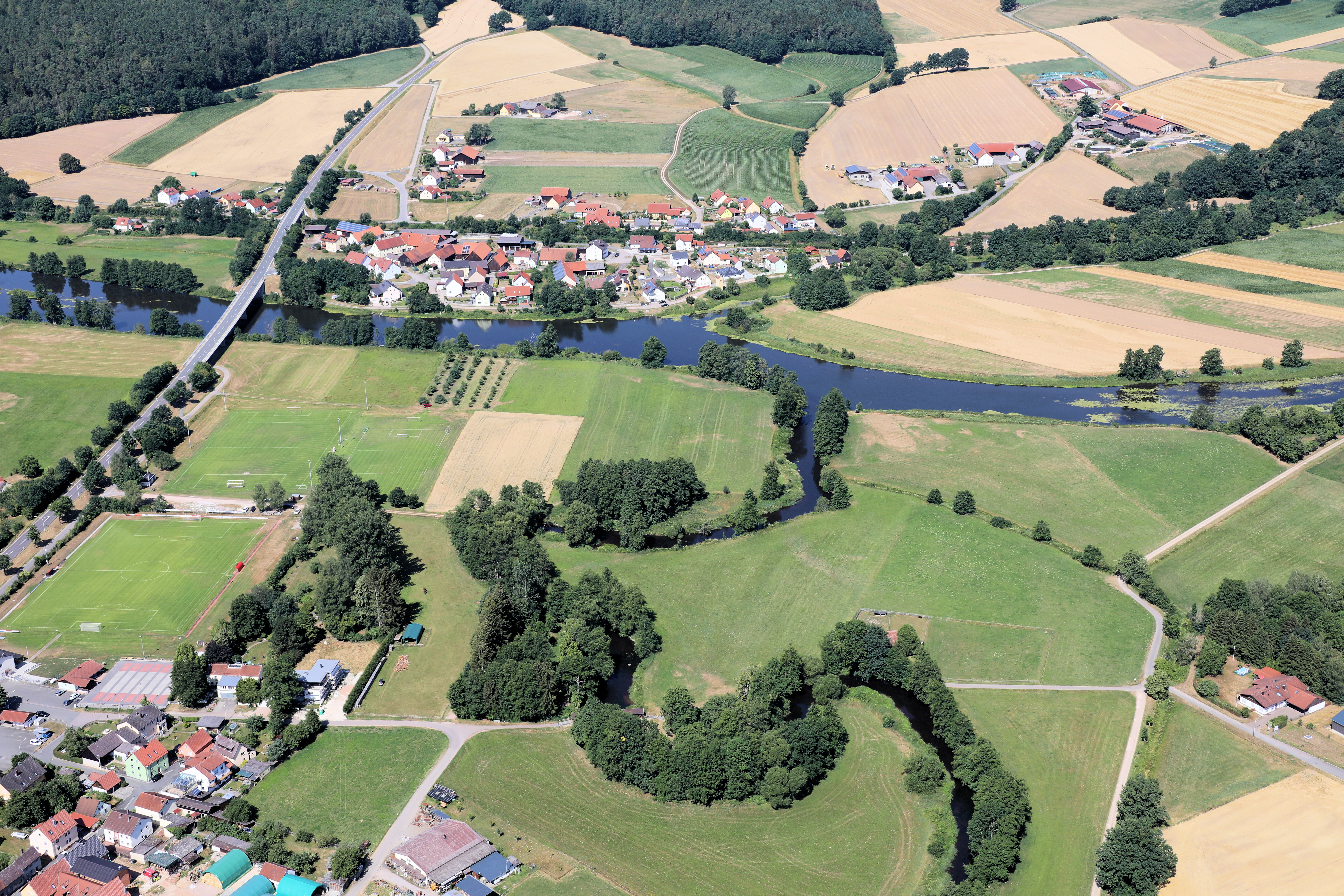
Pfreimdmündung (2022)
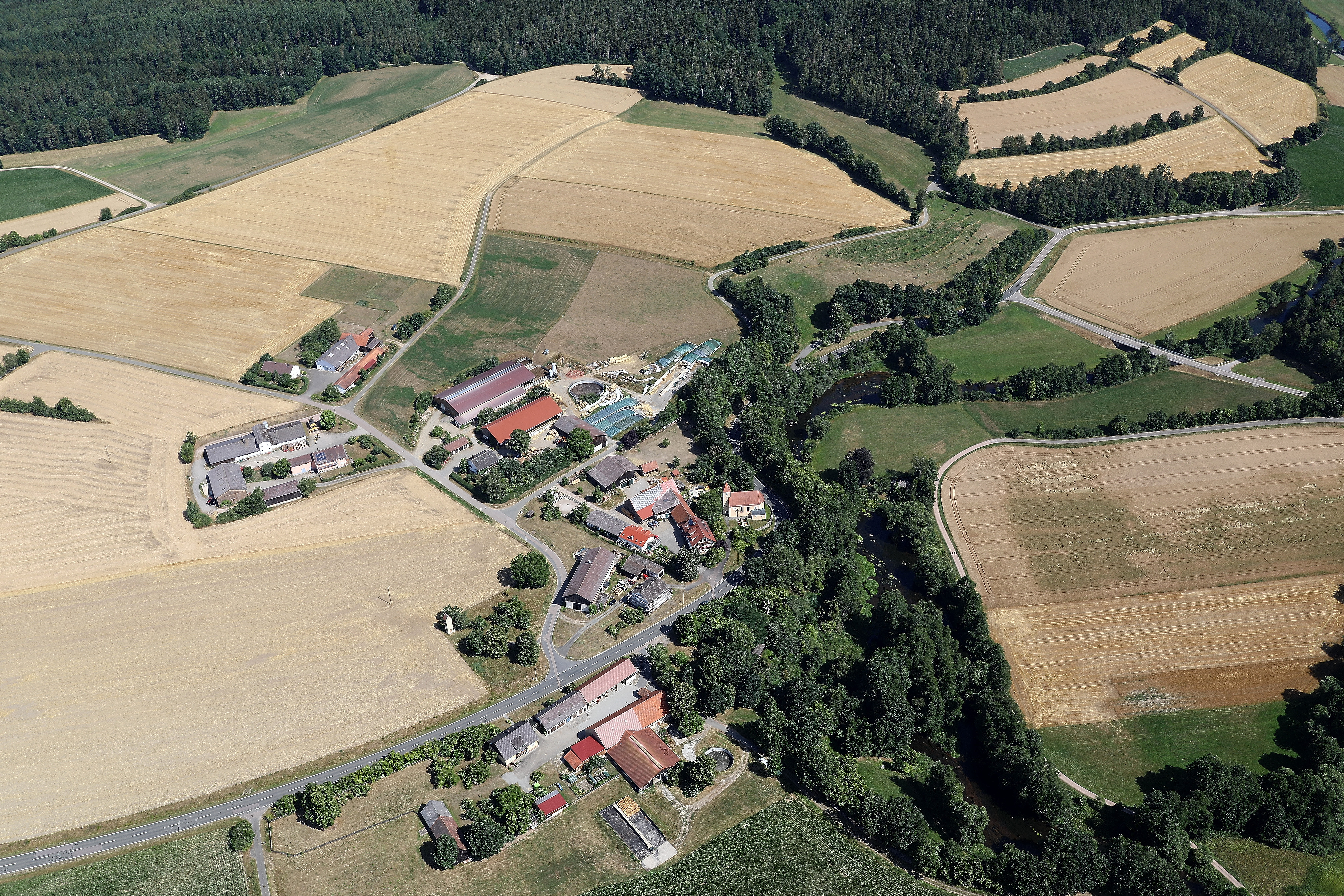
Oberpfreimd (2022)
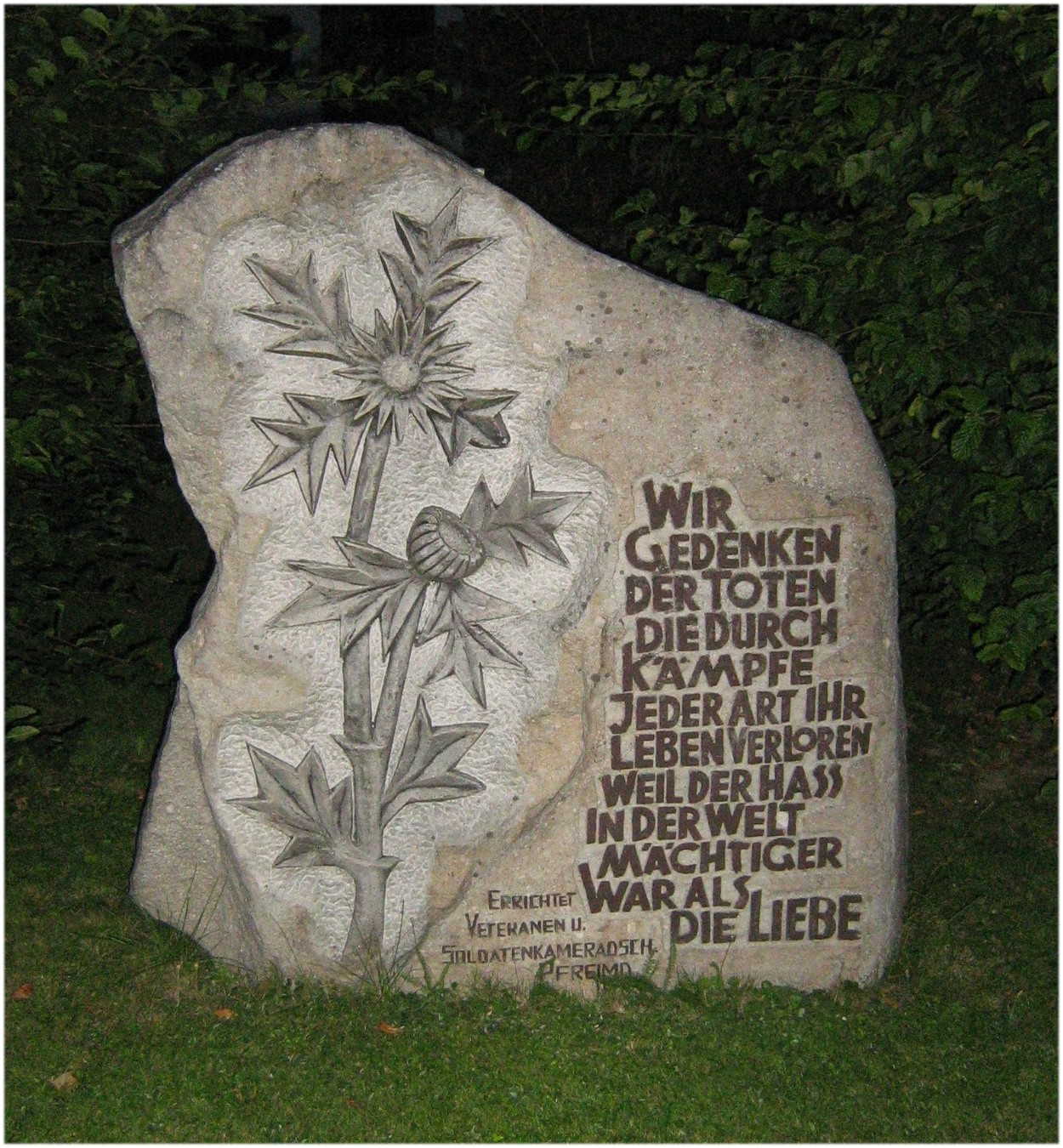
Friedens-Mahnmal (2014)